# گری اودانوون
گری اودانوون (انگلیسی: Gary O'Donovan؛ زادهٔ ۳۰ دسامبر ۱۹۹۲) قایقران روئینگ اهل جمهوری ایرلند است.
وی در مسابقات کشوری و بین‌المللی در مجموع برندهٔ ۳ مدال طلا، ۳ مدال نقره شده‌است.